# Lough Lene
Lough Lene (Loch Léinn in het Iers) is een meer in het Ierse graafschap County Westmeath, dat ligt tussen de gehuchten Castlepollard en Collinstown, in het graafschap Westmeath. In het meer bevinden zich drie kleine onbewoonde eilanden: Nun's Island (Oileán na gCailleach Dubh), Castle Island (Oileán an Chaisleáin) en Turgesius Island (Inis Thuresius). Het laatstgenoemde is, met 1½ ha., het grootste eiland in het loch.

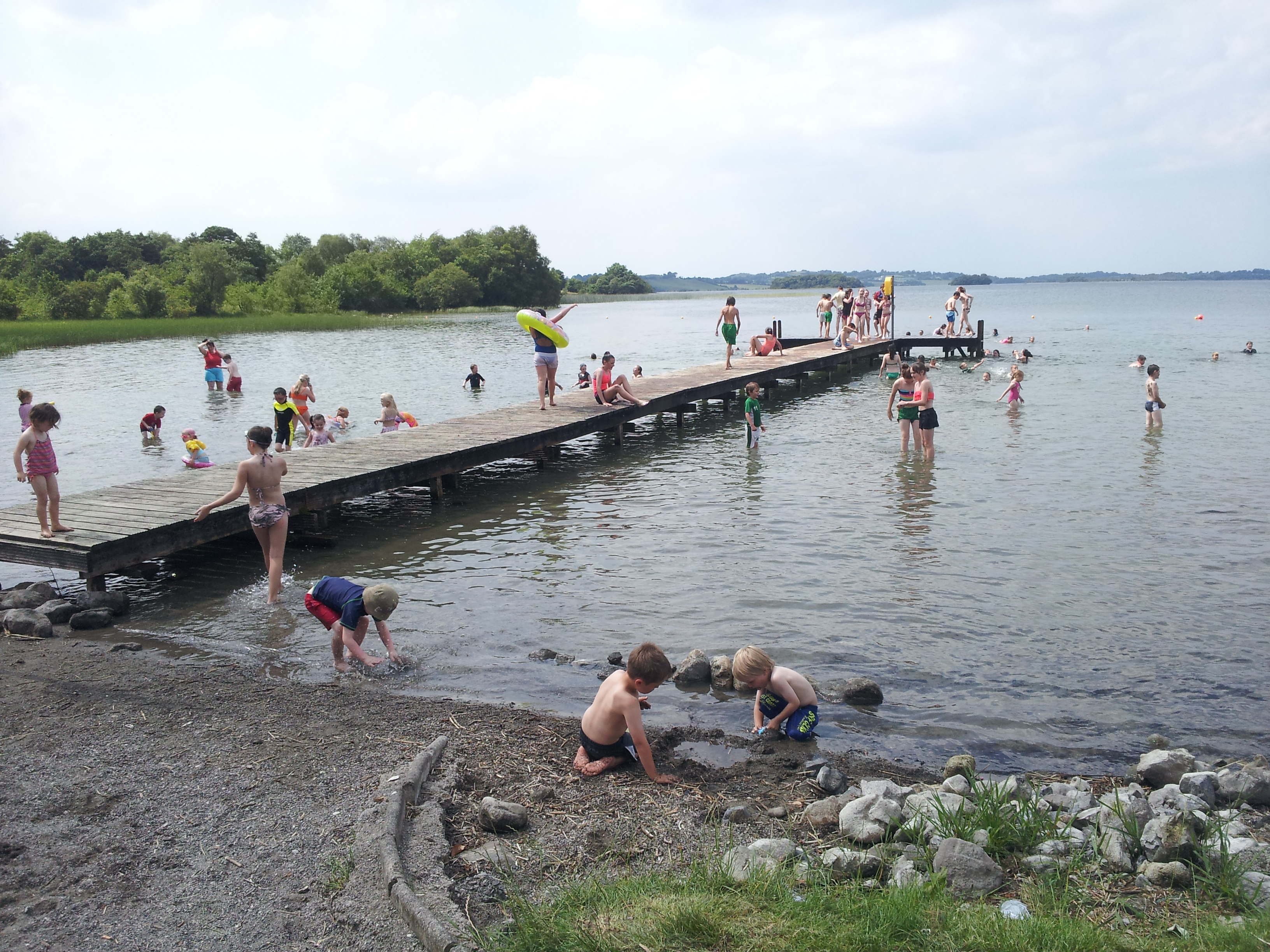
Recreatie rond de pier aan de meest oostelijke punt van Lough Lene

Loch Lene is een voormalig gletsjermeer gevuld met helder en zeer schoon zoet water, dat onder andere de drinkwatervoorziening vormt voor het dorp Collinstown. Het is bovendien een populaire bestemming voor watersport en recreatie.

## Archeologische vondsten

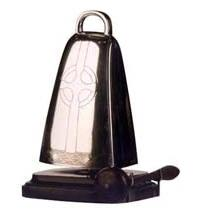
Een replica van de bel van Lough Lene.

Het meer is bekend geworden door de vondst in 1881 door een jongen die op palingen aan het vissen was op Castle Island van de bel van Lough Lene: een 33,9 cm hoge, versierde rechthoekige bronzen handbel uit de vroege middeleeuwen, die nu in het bezit is van het Irish National Museum. De bel werd daar waarschijnlijk verstopt door bewoners van de nabijgelegen Benedictijnse abdij van Fore, vanwege invallen van Vikingen. Een replica op halve grootte is in gebruik in de Dáil Éireann (het Ierse Parlement).
In 1968 werden aan de oostzijde van het meer door lokale amateurduikers een oud houten vissersbootje opgedoken. Deze roeiboot was ongeveer 8 m lang, 1½ m breed en 80 cm diep en gemaakt van eiken- en taxushout en waarbij de planken waarschijnlijk aaneengenaaid waren met wilgentwijgen. Bij dit scheepje zijn opmerkelijk complexe technieken gebruikt, zoals zwaluwstaartverbindingen en pen-en-gatverbindingen. In de volksmond werd het schip al snel de 'monniksboot' genoemd, vanwege de nabijgelegen abdij, maar bij C14-datering bleek het te dateren uit ergens tussen de 1e-4e eeuw; lang voordat de abdij er was gevestigd, zelfs nog voordat het christendom in Ierland was gearriveerd. Over de oorsprong van deze boot wordt volop gespeculeerd.